# Poltawa
Poltawa (ukrainisch und russisch Полтава; Aussprache (IPA): [pɔɫˈtɑwɑ]) ist eine Stadt in der Zentralukraine am Fluss Worskla mit etwa 300.000 Einwohnern. Sie ist Zentrum der gleichnamigen Oblast und Verwaltungssitz des gleichnamigen Rajons. Die Stadt liegt etwa 350 km südöstlich der ukrainischen Hauptstadt Kiew und gliedert sich in die Stadtrajone Rajon Kiew, Rajon Podil und Rajon Schewtschenko.

## Geschichte

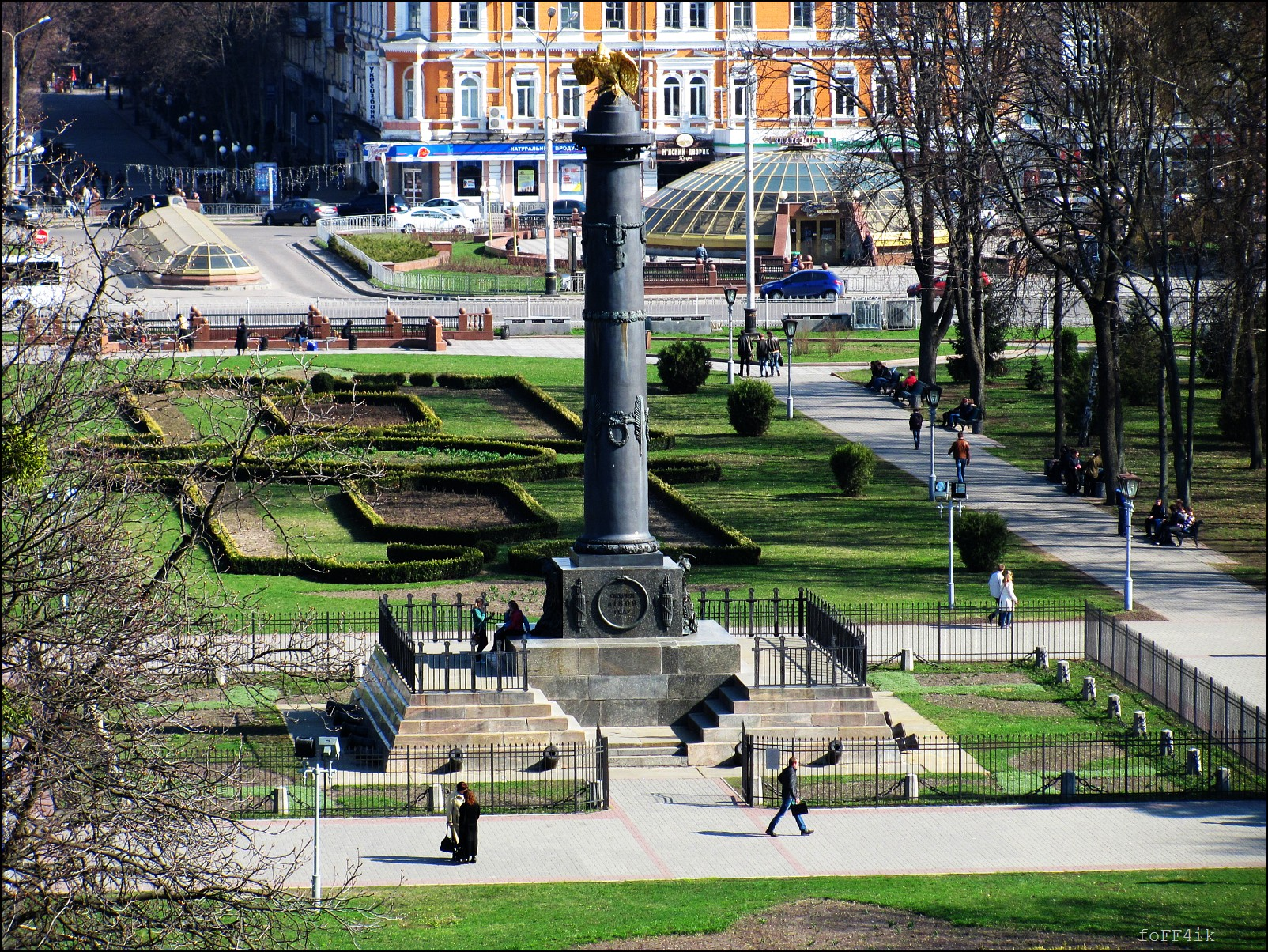
Runder Platz in Poltawa

Die Gegend um die heutige Stadt war bereits in der Mittel- und Jungsteinzeit besiedelt. So wurden in der Nähe Überreste der Tripolje-Kultur gefunden (6000 bis 1000 v. Chr.). In bulgarischen Schriften aus dem 7. Jahrhundert ist von der Stadt Baltawar am Worskla die Rede, ein Dokument der Kiewer Rus aus dem Jahr 1174 berichtet von der Stadt Ltava, in anderen Quellen findet sich der Name Oltava. Es ist nicht sicher, ob der Ort auch während der Mongolenzeit (13.–14. Jahrhundert) dauerhaft besiedelt war. 1430 findet Poltawa zum ersten Mal mit dem heutigen Namen als Ort des Großfürstentums Litauen Erwähnung, welches später mit Polen eine Union unter polnischer Hegemonie einging. 1641 verlieh der polnisch-litauische Staat Poltawa die Stadtrechte. Damals lebten in der Stadt 812 Einwohner und es existierten 11 Mühlräder.

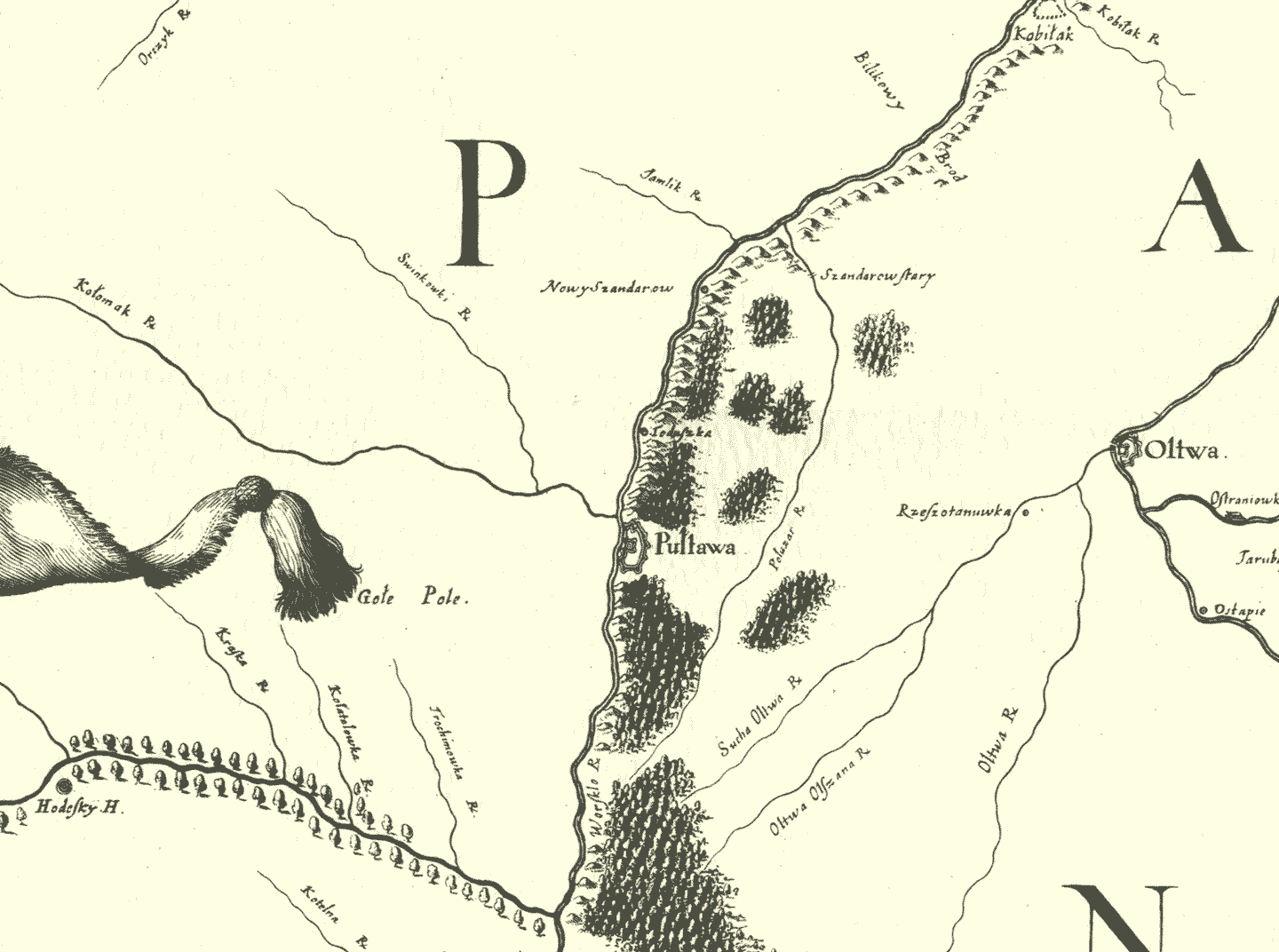
Umgebung von Poltawa (1650)

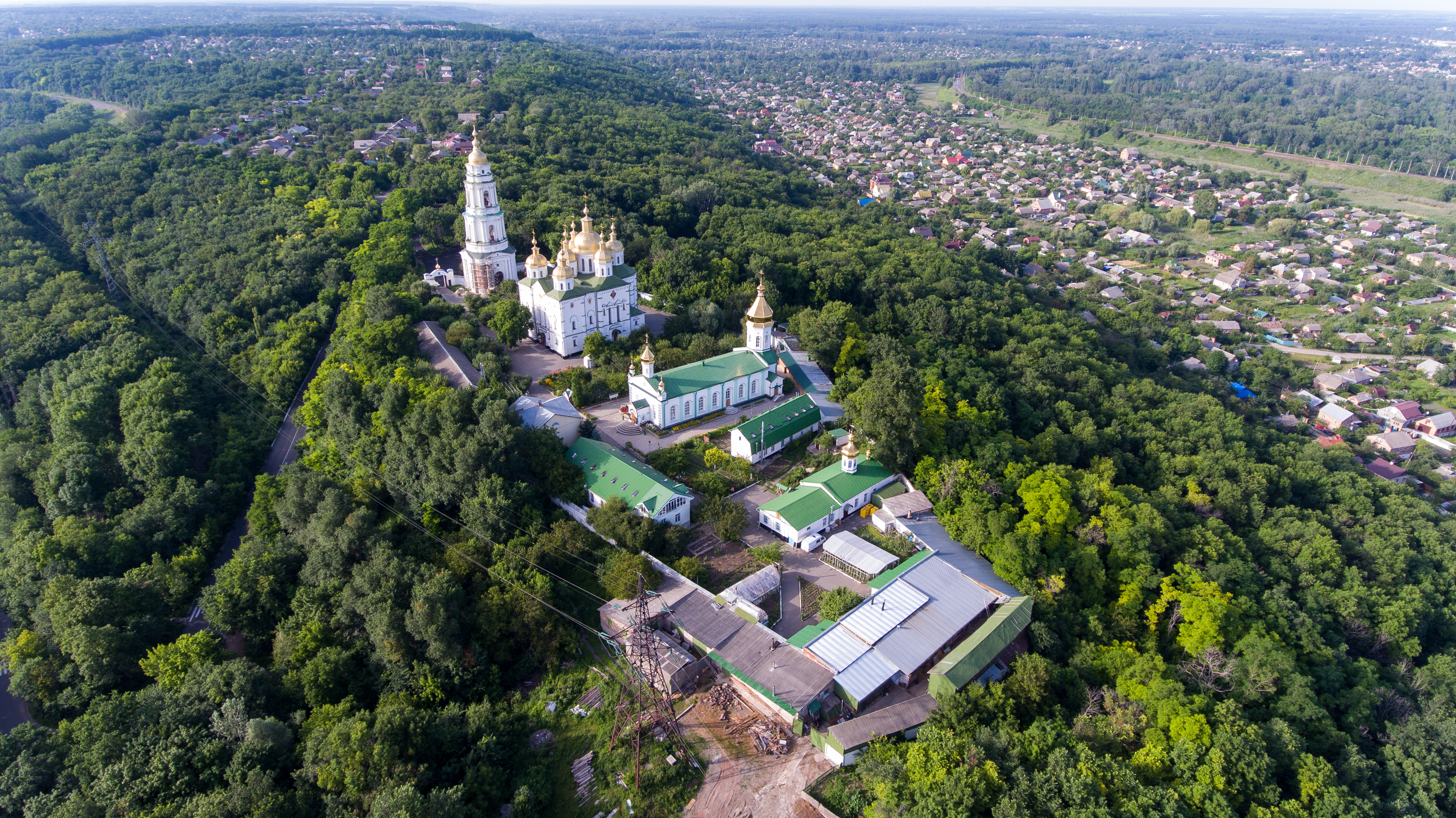
Kreuzerhöhungskloster, 17. Jahrhundert

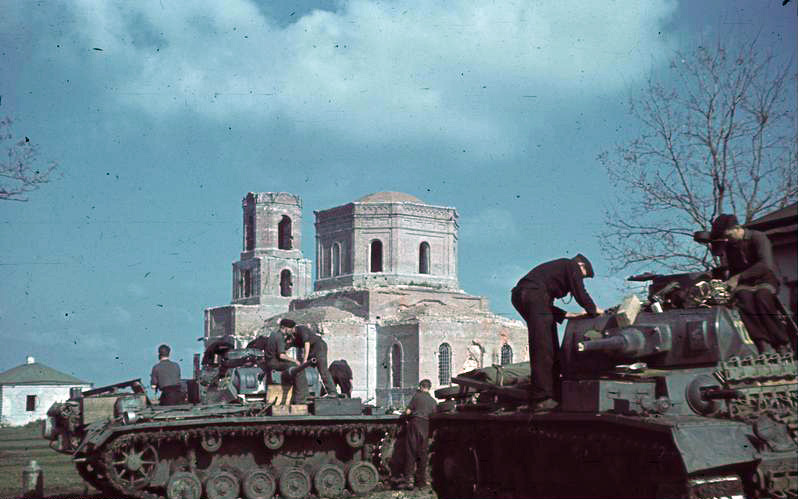
Deutsche Panzer vor dem zerstörten Kloster, September 1942

Während des Chmelnyzkyj-Aufstandes (1648–1658) war die Stadt ein wichtiger Stützpunkt der Saporoger Kosaken und Teil des Hetmanats, das sich im Vertrag von Perejaslaw 1654 unter die Oberhoheit des russischen Zaren stellte. Nach dem Tod Chmelnyzkyjs wurde Poltawa zum Zentrum eines Aufstandes gegen die propolnische Politik des neuen Hetmans Iwan Wyhowskyj. Wyhowskyj ließ den Aufstand 1658 blutig niederschlagen, Poltawa von seinen verbündeten Krimtataren plündern und die Bevölkerung in die Sklaverei abführen. Nach dem Vertrag von Andrussowo blieb die Stadt Teil des linksufrigen Hetmanats und Russlands. In dieser Zeit wurde das Kreuzerhöhungskloster gebaut.
1709 überstand Poltawa eine Belagerung durch die Schweden, anschließend fand in der Nähe der Stadt mit der Schlacht bei Poltawa eine der größten und entscheidendsten Schlachten des Großen Nordischen Krieges statt. Im 18. Jahrhundert wurde die Uspenski-Kathedrale (1705–1801) gebaut, von der nur der freistehende Glockenturm die Sowjetzeit überstand; das Kirchenschiff wurde 1934 zerstört. Es wurde – nach historischem Vorbild – neben dem Glockenturm bis 2004 wieder errichtet.

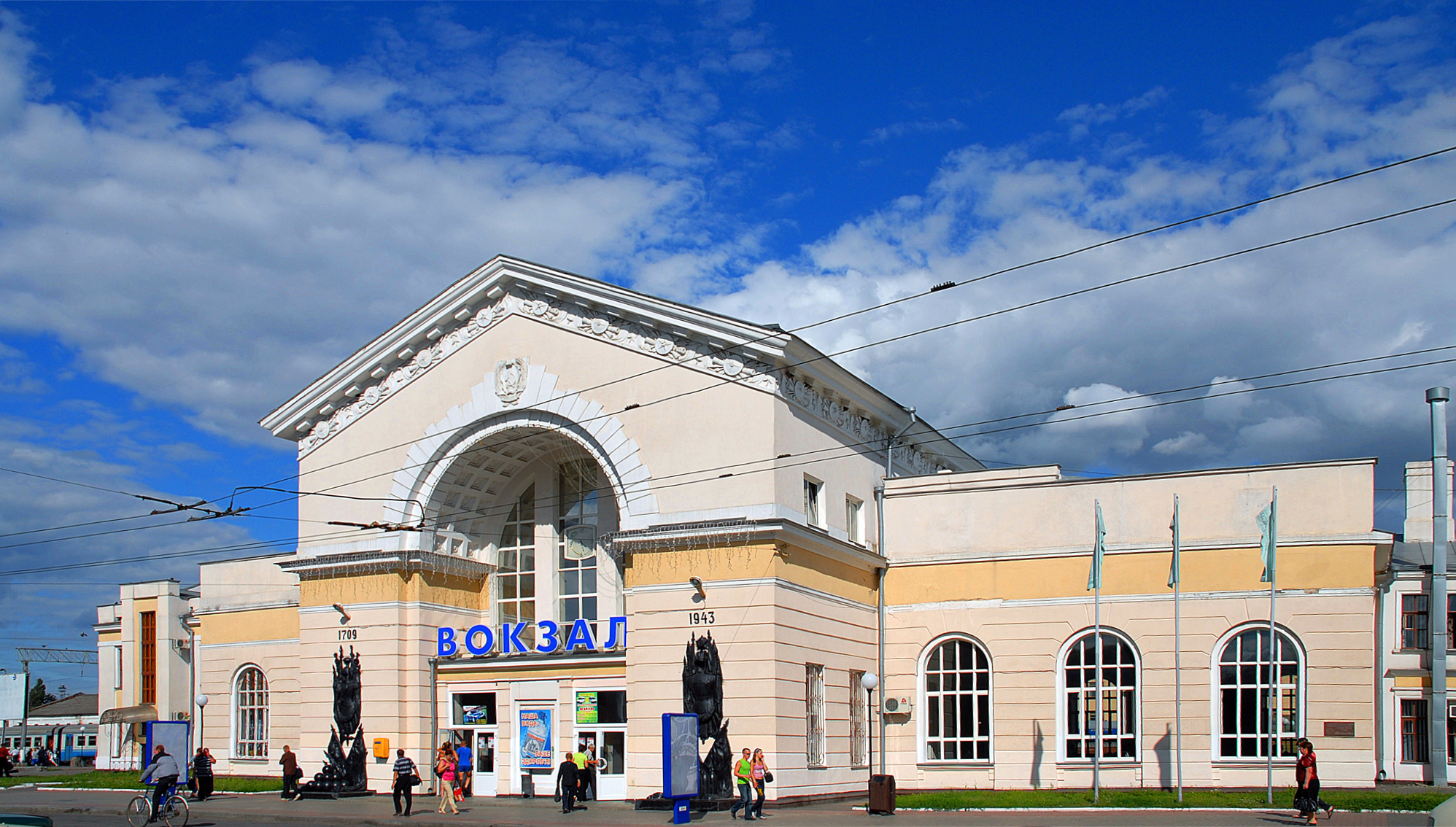
Bahnhof

Ab 1803 war die Stadt Zentrum des russischen Gouvernements Poltawa. Zu dieser Zeit begann man auch mit der planmäßigen Umgestaltung der Innenstadt aus Anlass des 100-jährigen Jubiläums des russischen Sieges. Besonders beeindruckend ist der Runde Platz mit klassizistischer Bebauung. Ab 1816 war Nikolai Grigorjewitsch Repnin-Wolkonski Gouverneur von Poltawa.
Bis zum Ende des 19. Jahrhunderts wuchs die Stadt auf 53.703 Einwohner an. Die größte ethnische Bevölkerungsgruppe stellten damals die Ukrainer (56,0 %), daneben gab es größere russische (20,6 %) und jüdische Bevölkerungsgruppen (19,9 %). Die ersten Juden hatten sich Anfang des 19. Jahrhunderts niedergelassen; ihre Anzahl stieg bis 1897 auf 11.046 deutlich an. 2 % der Bewohner waren Polen, 0,5 % Deutsche. Im Zuge der sowjetischen Urbanisierungsbemühungen stieg die Bevölkerung im 20. Jahrhundert rasch an, auch wenn die Stadt im russischen Bürgerkrieg und im Zweiten Weltkrieg starke Verluste erlitt. Zwischen 1918 und 1920 kam es zu mehreren Pogromen an jüdischen Einwohnern, die 1939 mit 12.860 Menschen 9,9 Prozent der Bevölkerung ausmachten.
In Poltawa, das vom 19. September 1941 an unter deutscher Besatzung war (Reichskommissariat Ukraine), befand sich 1942 das Hauptquartier der deutschen Heeresgruppe Süd, die Stalingrad und das Kaukasusgebiet erobern sollte. Viele Juden flohen vor der deutschen Besatzung, so dass die Zwangsregistrierung im September 1941 noch etwa 5000, im Oktober 1941 3500 Juden in der Stadt ergab, die dem programmatischen Terror durch die NS-Behörden ausgesetzt waren. In zwei Mordaktionen im späten September und späten November 1941 wurde ein Großteil von ihnen umgebracht. Am 23. September 1943 nahm die Rote Armee Poltawa während der Schlacht am Dnepr wieder ein. In der Stadt bestand das Kriegsgefangenenlager 136 für deutsche Kriegsgefangene des Zweiten Weltkriegs. Schwer Erkrankte wurden im Kriegsgefangenenhospital 2071 versorgt. In den letzten beiden Kriegsjahren gehörte der Militärflughafen von Poltawa zu den drei Basen im europäischen Teil der Sowjetunion, die die United States Army Air Forces für den Einsatz ihrer Bomber vom Typ B-17 „Flying Fortress“ nutzten (siehe Operation Frantic). Am 22. Juni 1944 zerstörte ein deutscher Luftangriff 43 der B-17 und beschädigte 26 weitere. Amerikanische Piloten warfen anschließend der sowjetische Seite vor, die Basis nicht ausreichend gesichert zu haben.
Auch in der Transitionskrise nach dem Ende der Sowjetunion konnte die Stadt ihr Wachstum fortsetzen. Poltawa wird heute überwiegend von Ukrainern (2001: 87,7 %) und Russen bewohnt (10,6 %), kleinere Minderheiten bilden Weißrussen (0,2 %) und Armenier (0,2 %).

## Politik
Seit 1988 besteht eine Städtepartnerschaft mit den Städten Filderstadt, Leinfelden-Echterdingen und Ostfildern in Deutschland.

## Infrastruktur und Wirtschaft
In Poltawa befinden sich eine Agrarakademie, eine pädagogische, eine industrielle, eine ökonomische Universität und eine linguistische Hochschule. Wichtigster Wirtschaftsfaktor der Stadt ist der Maschinenbau; daneben sind Nahrungsmittel- und Leichtindustrie von Bedeutung. Poltawa ist ein wichtiger Verkehrsknotenpunkt in der östlichen Zentralukraine. Von hier aus führen Straßen nach Kiew (E 40), Charkiw (E 40), Krementschuk (E 577) und Sumy (R-17). Eisenbahnverbindungen bestehen in Richtung Kiew, Charkiw, Krementschuk und Rostow (über Berestyn). Die Strecke Kiew-Charkiw ist seit 2008 durchgehend elektrifiziert. Des Weiteren verfügt Poltawa über einen sieben Kilometer westlich der Stadt an der E 40 gelegenen Flughafen (IATA-Code: PLV, ICAO-Code: UKHP).
Der innerstädtische Verkehr stützt sich auf ein Netz mit elf O-Bus Linien und 65 Buslinien (Stand 2010).

## Verwaltungsgliederung
Am 12. Juni 2020 wurde die Stadt zum Zentrum der neugegründeten Stadtgemeinde Poltawa (Полтавська міська громада/Poltawska miska hromada). Zu dieser zählen auch die drei Stadtrajone Rajon Kiew, Rajon Podil und Rajon Schewtschenko und die 55 in der untenstehenden Tabelle aufgelisteten Dörfer, bis dahin bildete sie zusammen mit den drei Stadtrajonen Kiew, Podil und Schewtschenko die gleichnamige Stadtratsgemeinde Poltawa (Полтавська міська рада/Poltawska miska rada) unter Oblastverwaltung im Zentrum des ihn umgebenden Rajons Poltawa.
Am 17. Juli 2020 kam es im Zuge einer großen Rajonsreform zum Anschluss des Rajonsgebietes an den Rajon Poltawa.
Folgende Orte sind neben dem Hauptort Poltawa Teil der Gemeinde:
| Name                             | Name                 | Name                                  |
| ukrainisch transkribiert         | ukrainisch           | russisch                              |
| -------------------------------- | -------------------- | ------------------------------------- |
| Abasiwka                         | Абазівка             | Абазовка (Abasowka)                   |
| Andrijiwka                       | Андріївка            | Андреевка (Andrejewka)                |
| Andruschky                       | Андрушки             | Андрушки (Andruschki)                 |
| Berschazke                       | Бершацьке            | Бершацкое (Berschazkoje)              |
| Biolohitschne (bis 2018 Padalky) | Біологічне (Падалки) | Биологическое (Biologitscheskoje)     |
| Botschaniwka                     | Бочанівка            | Бочановка (Botschanowka)              |
| Brytschkiwka                     | Бричківка            | Бричковка (Britschowka)               |
| Buhajiwka                        | Бугаївка             | Бугаевка (Bugajewka)                  |
| Dawydiwka                        | Давидівка            | Давыдовка (Dawydowka)                 |
| Dolyna                           | Долина               | Долина (Dolina)                       |
| Hluchowe                         | Глухове              | Глухово (Gluchowo)                    |
| Hoschuly                         | Гожули               | Гожулы (Goschuly)                     |
| Howtwjantschyk                   | Говтвянчик           | Говтвянчик (Gowtwjantschik)           |
| Hrabyniwka                       | Грабинівка           | Грабиновка (Grabinowka)               |
| Hryniwka                         | Гринівка             | Гриневка (Grinewka)                   |
| Hutyriwka                        | Гутирівка            | Гутыревка (Gutyrewka)                 |
| Iwaschky                         | Івашки               | Ивашки (Iwaschki)                     |
| Jischakiwka                      | Їжаківка             | Ежаковка (Jeschakowka)                |
| Jazynowa Slobidka                | Яцинова Слобідка     | Яцынова Слободка (Jazynowa Slobodka)  |
| Kapluniwka                       | Каплунівка           | Каплуновка (Kaplunowka)               |
| Karpussi                         | Карпусі              | Карпуси                               |
| Keleberdiwka                     | Келебердівка         | Келебердовка (Keleberdowka)           |
| Kostotschky                      | Косточки             | Косточки (Kostotschki)                |
| Kowaliwka                        | Ковалівка            | Ковалевка (Kowalewka)                 |
| Lawryky                          | Лаврики              | Лаврики (Lawriki)                     |
| Losiwka                          | Лозівка              | Лозовка (Losowka)                     |
| Makarziwka                       | Макарцівка           | Макарцовка (Makarzowka)               |
| Makuchiwka                       | Макухівка            | Макуховка (Makuchowka)                |
| Mylzi                            | Мильці               | Мильцы (Milzy)                        |
| Nossiwka                         | Носівка              | Носовка (Nossowka)                    |
| Olepiry                          | Олепіри              | Олепиры                               |
| Otschkaniwka                     | Очканівка            | Очкановка (Otschkanowka)              |
| Paltschykiwka                    | Пальчиківка          | Пальчиковка (Paltschikowka)           |
| Patlajiwka                       | Патлаївка            | Патлаевка (Patlajewka)                |
| Petriwka                         | Петрівка             | Петровка (Petrowka)                   |
| Roschajiwka                      | Рожаївка             | Рожаевка (Roschajewka)                |
| Salisnytschne                    | Залізничне           | Зализничное (Salisnitschnoje)         |
| Saturyne                         | Затурине             | Затурино (Saturino)                   |
| Schostaky                        | Шостаки              | Шостаки (Schostaki)                   |
| Schuky                           | Жуки                 | Жуки (Schuki)                         |
| Semjaniwka                       | Сем’янівка           | Семьяновка (Semjanowka)               |
| Solomachiwka                     | Соломахівка          | Соломаховка (Solomachowka)            |
| Sosniwka                         | Соснівка             | Сосновка (Sosnowka)                   |
| Soriwka                          | Зорівка              | Зоревка (Sorewka)                     |
| Supruniwka                       | Супрунівка           | Супруновка (Suprunowka)               |
| Tachtaulowe                      | Тахтаулове           | Тахтаулово (Tachtaulowo)              |
| Terniwschtschyna                 | Тернівщина           | Терновщина (Ternowschtschina)         |
| Tryrohowe                        | Трирогове            | Трирогово (Trirogowo)                 |
| Tscherwona Dolyna                | Червона Долина       | Червоная Долина (Tscherwonaja Dolina) |
| Tschornohlasiwka                 | Чорноглазівка        | Черноглазовка (Tschernoglasowka)      |
| Umanziwka                        | Уманцівка            | Уманцевка (Umanzewka)                 |
| Walok                            | Валок                | Валок                                 |
| Wercholy                         | Верхоли              | Верхолы                               |
| Wytiwka                          | Витівка              | Вытевка (Wytewka)                     |
| Zyhanske                         | Циганське            | Цыганское (Zyganskoje)                |

## Sport
Der städtische Fußballverein Worskla Poltawa gewann 2009 den Ukrainischen Fußballpokal und qualifizierte sich 2011 und 2018 für die UEFA Europa League.

## Eponyme
1986 wurde der Asteroid (2983) Poltava nach der Stadt benannt.

## Belege
1. ↑  Ada Anders: Reise-Handbuch Ukraine. Dumont, Köln 2012, S. 361.
2. 1 2 3  Poltava (Memento vom 7. Dezember 2021 im Internet Archive). In: The Untold Story. The Murder Sites of the Jews in the Occupied Territories of the Former USSR. Jad Vaschem, 2021 (englisch).
3. ↑  Erich Maschke (Hrsg.): Zur Geschichte der deutschen Kriegsgefangenen des zweiten Weltkrieges. Ernst und Werner Gieseking, Bielefeld 1962–1977.
4. ↑  The Poltava Debacle. In: Air Force Magazine, März 2011.
5. ↑  Jean Folkerts: Report on the Russians: The Controversy Surrounding William Lindsay White’s 1945 Account of Russia. In: American Journalism. Bd. 32, 2015, Nr. 3, S. 307–328, doi:10.1080/08821127.2015.1064684, hier S. 324 f.
6. ↑  Кабінет Міністрів України Розпорядження від 12 червня 2020 р. № 721-р "Про визначення адміністративних центрів та затвердження територій територіальних громад Полтавської області"
7. ↑  Верховна Рада України; Постанова від 17.07.2020 № 807-IX Про утворення та ліквідацію районів
8. ↑  "Про перейменування села Падалки Полтавського району Полтавської області"